# 万延海

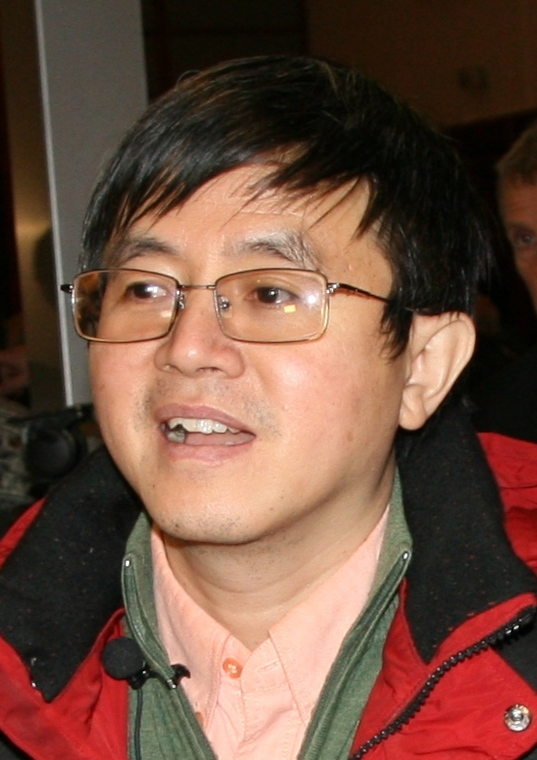

万延海（1963年11月20日—）中国艾滋病权益活动人士、北京爱知行研究所负责人。万延海领导的北京爱知行研究所是中国为数不多的专门从事艾滋病防治工作的非政府组织。近年来，这个研究所为中国的艾滋病宣传、防治、艾滋病感染者和患者的权益等，做了大量开拓性的工作，赢得了国际社会的认可和称赞。万延海也因此在2002年被加拿大艾滋病法律网络授予第一届国际艾滋病人权行动奖。同年，万延海还获得国际人权联盟授予的人权卫士奖，以及富布赖特新世纪学者奖和耶鲁大学世界学者奖。

## 生平
万延海毕业于上海医科大学。他1994年发起成立的非政府组织爱知行动由于大胆向国际社会公布了河南省艾滋病死亡名单以及一系列普及爱滋病知识的活动而受到联合国以及国际社会的关注，同时也受到中国公安部门的注意。2002年年初，这个组织的成员曾被公安拘捕，该团体也被国家安全部门调查。万延海经营的爱知行动网站上个月被北京有关当局强行关闭。万延海2002年8月22日在互联网上发表了“评河南省卫生厅‘关于全省艾滋病防治工作的汇报’”的文章。2002年8月24日，万延海被北京公安部门扣押而拘捕他的理由是“泄露国家机密”。 后来，在国际社会的关注和呼吁下。中国当局终于在2002年的9月20日将万延海无罪释放。
2010年5月中旬，万延海离开中国赴美。他在费城接受自由亚洲电台专访时表示，机构在国内发展受到当局各路封杀危机四伏，希望通过他的离开突破困局。